# Sztern Lublin
Sztern Lublin (hebr. ‏מועדון ספורט פועלים יהודי שטרן לובלין‎, Mu'adon Sport Poalim Yahodi Sztran Lovlin) – żydowski klub piłkarski z siedzibą w mieście Lublin, działający w latach 1926–1937.

## Historia
Chronologia nazw:
- 1926: Ż.R.K.S. [Żydowski Robotniczy Klub Sportowy] Sztern Lublin
- 1937: klub rozwiązano

Żydowski Robotniczy Klub Sportowy Sztern został założony w Lublinie około 1926 roku przez społeczność żydowską. Nazwa klubu tłumaczona na polski jako "Gwiazda" (hebr. הפועל, Sztern). Organizacja była związana z partią Poalej Syjon Lewica. Klub posiadał wówczas dwie drużyny piłkarskie, sekcję lekkoatletyczną, rowerową oraz własną orkiestrę. W planach klubu (1929) było powołanie sekcji sportów zimowych (łyżwiarstwo i narciarstwo) oraz ping-ponga; nie wiadomo jednak, czy udało się zrealizować te plany. Podobnie jak inne żydowskie kluby sportowe z Lublina Sztern angażował się w działalność artystyczną i rozrywkową oraz posiadał kilka drużyn, o czym świadczą dopiski pojawiające się w informacjach prasowych Sztern II.
W 1926 roku drużyna zadebiutowała w rozgrywkach Lubelskiego Okręgowego Związku Piłki Nożnej (LOZPN) w Klasie C, a w 1930 strtował w Klasie B, zajmując końcowe drugie miejsce. Największe sukcesy sportowe klub odnosił w latach 1930-1934, kiedy rozgrywał mecze w klasie B LOZPN. Ze względu na rosnące wpływy komunistyczne, w 1936 lub 1937 roku decyzją władz państwowych klub rozwiązano. Prawdopodobnie kontynuatorem drużyny był powstały pod koniec lat 30. klub sportowy ŻAR Lublin.

## Barwy klubowe, strój, herb, hymn
|  |  |

Klub ma barwy czerwono-czarne. Piłkarze domowe spotkania zazwyczaj grali w czerwono-czarnych strojach z czerwoną gwiazdą i w środku czarną literę "G" na piersi.

## Sukcesy

### Trofea międzynarodowe
Nie uczestniczył w rozgrywkach europejskich (stan na 31-05-2024).

### Trofea krajowe
| \| \| Zdobyte trofea w rozgrywkach Polski (stan na: 31-05-2024) \| |                                                           |      |          |
| Rozgrywki                                                          | Osiągnięcie                                               | Razy | Sezon(y) |
| Mistrzostwo                                                        | I miejsce                                                 | 0    |          |
| Mistrzostwo                                                        | II miejsce                                                | 0    |          |
| Mistrzostwo                                                        | III miejsce                                               | 0    |          |
| Puchar                                                             | zdobywca                                                  | 0    |          |
| Puchar                                                             | finalista                                                 | 0    |          |
| II liga                                                            | I miejsce                                                 | 0    |          |
| II liga                                                            | II miejsce                                                | 0    |          |
| II liga                                                            | III miejsce                                               | 0    |          |
| Polska                                                             | Zdobyte trofea w rozgrywkach Polski (stan na: 31-05-2024) |      |          |

- Lubelska Klasa B
  - wicemistrz (1): 1930 (gr.Lublin)
  - 3. miejsce (2): 1931 (gr.Lublin), 1932 (gr.Lublin)

## Poszczególne sezony

### Rozgrywki międzynarodowe

#### Europejskie puchary
Klub nie uczestniczył w rozgrywkach europejskich.

### Rozgrywki krajowe
| \| Polska \| Bilans występów klubu w rozgrywkach piłkarskich Polski (Stan na 31 maja 2024 r.) \| \| |                                                                                  |        |       |   |   |   |    |    |     |           |        |        |      |
| Poziom                                                                                              | Rozgrywki                                                                        | Sezony | Mecze | Z | R | P | B+ | B– | Pkt | Lata      | Awanse | Spadki | Naj. |
| I                                                                                                   | Liga                                                                             | 0      |       |   |   |   |    |    |     |           |        |        |      |
| II                                                                                                  | Klasa A / Liga Okręgowa                                                          | 0      |       |   |   |   |    |    |     |           |        |        |      |
| III                                                                                                 | Klasa B / Klasa A                                                                | 5+     |       |   |   |   |    |    |     | 1930–1934 | 0      | 1      | 2    |
| IV                                                                                                  | III liga / Klasa C / Klasa B                                                     | 4+     |       |   |   |   |    |    |     | 1926–1929 | 1      | 0      | 1    |
| | Puchar Polski                                                                    | 0      |       |   |   |   |    |    |     |           |        |        |      |
| Polska                                                                                              | Bilans występów klubu w rozgrywkach piłkarskich Polski (Stan na 31 maja 2024 r.) |        |       |   |   |   |    |    |     |           |        |        |      |

## Struktura klubu

### Stadion
Klub nie miał swojego stadionu. Drużyna rozgrywała swoje mecze domowe w Lublinie na stadionie przy ul. Okopowej, który był terenem należącym do wojska poprzez Urząd Wychowania Fizycznego i Przysposobienia Obronnego. 

## Kibice i rywalizacja z innymi klubami

### Derby
- Hakoah Lublin
- Hapoel Lublin
- Jardenia Lublin (Szomryja)
- Jutrznia Lublin
- Makkabi Lublin
- Wieniawa Lublin
- ŻAKS Lublin
- AZS Lublin (Sparta)
- HKS Lublin (Grot)
- KS Lublinianka
- Plage i Laśkiewicz Lublin
- Sokół Lublin
- Strzelec Lublin
- WKS Lublin